# Mord (Vereinigte Staaten)
Mord (englisch: murder) ist im Strafrecht der USA ein Straftatbestand, der die schwerwiegendsten aller Tötungsdelikte umfasst.

## Murder

### Tatbestand
Mord ist definiert als die in überlegter Böswilligkeit („malice aforethought“) begangene Tötung eines Menschen. Der Tatbestand war im Common Law noch nicht untergliedert. In dieser Weise ist er auch im Model Penal Code (§ 210.2) beschrieben. Heute aber ist er – leicht unterschiedlich – in den Strafgesetzen vieler Bundesstaaten in eine Reihe einzelner Tatbestände untergliedert, die unterschiedliche Tatbestandsmerkmale kennzeichnen:

### Formen des Vorsatzes
Murderous malice ist die Form des Vorsatzes im Bereich der Tötungsdelikte, die unter murder zusammengefasst werden. Er wird in sieben Kategorien eingeteilt, nämlich die Absicht
1. die Person zu töten, die auch getötet wird,
2. eine Person zu töten, wobei aber eine andere Person stirbt,
3. eine Person zu töten, egal wen es trifft,
4. eine Person zu verletzen, indem der Täter ihr etwas zufügt, was auch eine Tötungshandlung sein könnte,
5. eine Handlung vorzunehmen, die geeignet ist, jemanden zu töten, ohne aber jemanden verletzen zu wollen,
6. gegen das Opfer rechtswidrig Gewalt ohne dessen Einwilligung auszuüben,
7. eine Handlung gegenüber einem Polizisten zu begehen, die normalerweise nicht zum Tod führt, um den Polizisten daran zu hindern, jemanden festzunehmen.

## Formen der Begehung

### First Degree Murder
First degree murder (auch: murder of the first degree, murder One) ist das vorsätzliche (willful, deliberate oder premeditated) Töten. Dazu zählt immer das Vergiften und das vorherige Auflauern, um jemanden zu töten. First degree murder liegt auch vor, wenn die Tat im Zuge des Begehens eines anderen schweren Verbrechens verübt wird. Jede andere Begehensweise von murder ist automatisch second degree murder. Der Tatbestand ist vergleichbar mit dem Mord nach deutschem Recht.
Willful Murder
Willful murder ist eine vorsätzliche und rechtswidrige Tötung ohne mildernde Umstände.

### Second Degree Murder
Second degree murder (auch: murder of the second degree, murder two, Totschlag) sind alle Fälle von murder, die nicht first degree murder sind oder einem der nachfolgenden Spezialtatbestände unterfallen.

### Open Murder
Open murder ist die Form der Anklage, falls vor Prozessbeginn noch unklar ist, ob der Tatbestand eines first degree murder oder eines second degree murder erfüllt ist. Hier muss die Jury feststellen, welcher Tatbestand gegeben ist.

### Third Degree Murder
Third degree murder (auch: murder of the third degree, murder three) gibt es nur in drei Bundesstaaten (Florida, Pennsylvania und Minnesota), in denen die Straftat murder nicht in zwei, sondern in drei Stufen eingeteilt wird. Er wird in der Regel als eine nicht vorsätzliche Tötung definiert, die mit der Absicht begangen wird, einen körperlichen Schaden und nicht den Tod zu verursachen.

### Depraved-Heart Murder
Depraved-Heart Murder (auch: extreme-indifference murder, depraved-indifference murder, depraved-mind murder – „rücksichtsloser Mord“) ist eine Tötung, die so rücksichtslos und leichtsinnig begangen wird, dass sie die völlige Indifferenz des Täters gegenüber dem Leben des Opfers zeigt.

### Mass Murder
Mass murder (Massenmord, auch: serial murder, „Serienmord“) ist die Tötung vieler Opfer zur gleichen Zeit oder im gleichen Zeitraum aufgrund eines einzigen Plans oder des gleichen Tatentschlusses.

### Murder by Torture
Murder by torture (Mord durch Folter) ist eine Tötung, bei der dem Opfer zuvor zusätzlich Schmerzen und Leiden zugefügt werden. In den Rechtssystemen mancher Bundesstaaten zählt der Tatbestand zum First degree murder.

### Felony Murder
Felony murder (auch: constructive murder, unintended murder) umfasst die Tötung in Folge eines anderen Verbrechens, etwa Vergewaltigung, Raub oder Brandstiftung.